# Personaggi di Stargate SG-1
Elenco dei personaggi della serie televisiva di fantascienza Stargate SG-1.

## Alleanza Lucian

### Anateo
Anateo, interpretato da Rudolf Martin, è un membro dell'Alleanza Lucian e uno dei Secondi di Netan.
Anateo si considera indipendente dall'Alleanza e ha poco rispetto per i superiori, soprattutto per Netan, a cui aspira prendere il posto. Inizialmente possiede diversi mondi ma, con il sopraggiungere degli Ori, ne perde molti. Dopo che Netan inviò tre navi dell'Alleanza nella disastrosa battaglia al Supergate, Anateo cominciò a ritenere che Netan fosse troppo debole per il comando e pianificò di assassinarlo. Tuttavia, Netan gli ordinò di catturare la Odyssey, sperando che venisse ucciso, o catturato, nel tentativo. Anateo riuscì a catturare la Odyssey ma rimase ucciso quando l'SG-1 si riprese la nave.

### Netan
Netan, interpretato da Eric Steinberg, è il capo dell'Alleanza Lucian.
Il primo incontro tra Netan e l'SG-1 portò alla guerra tra l'Alleanza e Ba'al. In seguito Teal'c convince Netan a inviare tre navi al Supergate per combattere contro gli Ori. Le disastrose conseguenze della battaglia per l'Alleanza spinsero Netan a vendicarsi torturando Teal'c, prima che questo fosse liberato e portato via dalla Odyssey.
Capendo che Anateo voleva eliminarlo Netan lo inviò a catturare la Odyssey nella speranza che rimanesse ucciso nel tentativo. Tuttavia Anateo riuscì a catturare la nave e quando Netan lo raggiunse con il suo vascello per distruggerlo scoprì che Anateo era stato ucciso e che la Odyssey era tornata ai suoi proprietari.
Quando l'SG-1 si intromette nei traffici dell'Alleanza Netan si indebolisce a tal punto che viene messa una taglia sulla sua testa. Egli viene infatti ucciso da un cacciatore di taglie, lo stesso che precedentemente tentò di eliminare il colonnello Cameron Mitchell.

### Tenat
Tenat, interpretato da Morris Chapdelaine, è un umanoide Oraniano, membro dell'Alleanza Lucian.
Tenat fu uno dei membri dell'Alleanza il cui compito era rubare la Prometheus da Vala Mal Doran, tentativo interrotto da Jackson. In seguito tentò di vendicarsi di Vala, cercando di catturarla per consegnarla all'Alleanza, ritirando la taglia sulla sua testa ma neanche stavolta la loro missione ebbe successo a causa dell'SG-1. Quando l'SG-1 stessa si infiltra nell'Alleanza usando la sostanza chimica dei Re'ol per ingannarli, si crearono dei dissidi all'interno dell'organizzazione che portano a uno scontro tra astronavi nel quale Tenat rimane ucciso, durante la distruzione del suo vascello.

## Asgard

### Aegir
Aegir è un membro della razza Asgard, comandante dell'astronave Valhalla; il suo nome deriva dalla divinità norrena Ægir, il dio del mare.
Aegir comandò alcune navi contro la nave dei Replicatori quando questi minacciarono il nuovo pianeta degli Asgard, Orilla. Grazie alle istruzioni di Thor poté intercettare la nave nemica, ma non impedire che i Replicanti arrivassero sulla superficie del pianeta.
La voce di Aegir è di Michael Shanks.

### Freyr
Freyr è un membro dell'alto consiglio Asgard.
Freyr viene adorato dagli abitanti di K'Tau, cui appare in forma olografica come Thor era adorato dai cimmeriani. Come membro dell'alto consiglio Asgard, tuttavia, Freyr rifiuta di salvare K'Tau dall'alterazione del suo sole che ne avrebbe ucciso tutti gli abitanti, nonostante la richiesta dell'SG-1, per non violare il Trattato dei pianeti protetti; per lo stesso motivo rifiuta insieme agli altri di intervenire per salvare la Terra da un asteroide lanciatovi contro da Anubis.
In seguito contatta la Terra per chiedere all'SG-1 di salvare Heimdall, uno scienziato Asgard, da Anubis; comanda poi la flotta di tre navi Asgard inviate per scortare l'SG-1 ed Heimdall fuori pericolo.
Il nome Freyr deriva dalla mitologia norrena, in cui Freyr era il dio maschile della fertilità e dell'amore. La voce di Freyr è di Brian Jensen.

### Heimdall
Heimdall è uno scienziato e ricercatore degli Asgard, impegnato a trovare una cura alla degenerazione genetica che affligge gli Asgard, causata dalla loro riproduzione per clonazione.
Heimdall conduceva degli esperimenti in un laboratorio sotterraneo su Adara II quando l'Ha'tak di Osiris attaccò il pianeta dallo spazio. Gli Asgard chiesero quindi all'SG-1 di recuperarlo; Heimdall poi li aiutò a localizzare Thor all'interno dell'astronave Goa'uld. Heimdall fu poi salvato dall'intervento di Freyr al comando di tre navi Asgard.

### Kvasir
Kvasir è uno scienziato Asgard esperto in tecnologia di dilatazione temporale.
Quando arrivarono al Comando Stargate molte squadre SG-1 provenienti da realtà parallele, Thor, essendo occupato, inviò Kvasir per aiutare Samantha Carter a trovare una soluzione.
Kvasir aiutò ancora Carter nel cercare di sabotare il Supergate Ori prima che arrivassero le navi nemiche. Non ci riuscirono in tempo e si scatenò una disastrosa battaglia, dove molti Ha'tak Jaffa e dell'Alleanza Lucian insieme al Korolev dei russi, furono distrutti. Kvasir riuscì a salvare se stesso e la sua nave e aiutò l'equipaggio della Odissey, anch'essa scampata alle navi Ori, a riparare il teletrasporto.

### Loki
Loki è uno scienziato Asgard, le cui ricerche hanno lo scopo di trovare una cura per la malattia genetica della sua specie. Per questo ha condotto esperimenti sugli umani della Terra senza autorizzazione degli altri Asgard: fu responsabile del rapimento di O'Neill e della creazione di un suo clone più giovane. Scoperto e catturato dalla SG-1, venne consegnato a Thor.
La voce di Loki è di Peter DeLuise.

### Penigal
Penigal è un membro dell'Alto consiglio Asgard. Informò Thor dell'attacco dei Replicanti su Orilla. In seguito i Replicanti interruppero le comunicazioni fra lui e Thor.
La voce di Penigal è di Michael Shanks.

## Goa'uld

### Amaterasu
Amaterasu è un Goa'uld Signore del sistema, interpretato da Kira Clavell.
Amaterasu fece parte di una delegazione Goa'uld, che includeva anche Lord Yu, giunta sulla Terra per cercare alleati contro Ba'al che recentemente si era impossessato della base di Anubis e dei suoi guerrieri Kull. Nonostante i suoi sforzi non riuscì a ottenere ciò che sperava dal Comando Stargate.
In appena un anno le forze di Amaterasu divennero le uniche, insieme a Yu, a tenere testa a Ba'al, anche se, secondo i Tok'ra, ciò non sarebbe durato a lungo. Alla caduta definitiva dell'Impero dei Goa'uld, il destino di Amaterasu è sconosciuto.
Amaterasu è la dea del sole nella religione Shintoista.

### Ares

Simbolo dei Jaffa di Ares

Ares è un Goa'uld minore che combatte per ottenere maggior potere durante il dominio di Anubis.
In seguito alla sconfitta di Anubis, Ba'al prese il controllo dei suoi guerrieri e cominciò a combattere contro gli altri Signori del sistema e Ares fu uno di questi. Per sopravvivere si ritirò sul pianeta dove viveva Harry Maybourne. L'SG-1 fu inviata per portare via Maybourne ma, dopo uno scontro con i Jaffa di Ares, il Goa'uld giunse a bordo di un Ha'tak. Fortunatamente la squadra scoprì un Jumper abbandonato degli Antichi che il generale O'Neill riuscì a fare funzionare, distruggendo l'Ha'tak e uccidendo quindi Ares.
Nella religione degli antichi greci Ares era il dio degli aspetti violenti della guerra.

### Bastet
Bastet è un Signore del sistema interpretata da Natasha Khadr.
Al summit dei Signori del sistema Goa'uld, Bastet affermò di avere subito gravi perdite a causa di Anubis e propose di reinserire il Goa'uld esiliato da Ra nei Signori del sistema. Bastet, come Olokun, furono uccisi quando Ba'al si impossessò dei guerrieri Kull di Anubis.
Bastet è il nome di una delle maggiori divinità della religione egizia.

### Bynarr
Bynarr è un Goa'uld minore al servizio di Sokar come guardiano di Ne'tu, un pianeta-prigione.
Viene sedotto dalla Tok'ra Jolinar, imprigionata da Sokar su Ne'tu, che in questo modo riesce a fuggire dal pianeta; per questo Sokar gli cava un occhio e gli sfigura il volto.
In seguito ha come primo Jaffa Naonak, un altro degli imprigionati sul pianeta. A seguito dell'arrivo della squadra SG-1 alla ricerca di Jacob Carter, viene ucciso alle spalle da Naonak, che in realtà è Apophis, catturato da Sokar.
Fisicamente Bynarr era completamente calvo e molto massiccio.
È stato interpretato da Bob Dawson, ed è apparso nell'unico episodio I ricordi di Jolinar.

### Camulus
Camulus era un Signore del sistema Goa'uld, interpretato da Steve Bacic.
Dopo la sconfitta di Anubis, Camulus fece parte di una delegazione Goa'uld giunta sulla Terra per negoziare un'alleanza contro Ba'al. Camulu, tuttavia, venne imprigionato quando fu chiaro che una nave Ha'tak era vicina alla Terra. Comprendendo di non ricavare nulla da ciò, il Comando rilasciò i Goa'uld ma, a questo punto, Camulus chiese asilo politico sulla Terra, in quanto il suo esercito era stato decimato da Ba'al.
In seguito Ba'al chiese di potere scambiare Camulus con l'SG-1 che egli aveva fatta prigioniera. Il generale O'Neill decise di scambiare Camulus con la squadra ma, in accordo con il Goa'uld prigioniero, dando uno ZPM modificato a Camulus in modo che il Goa'uld, facendolo detonare, avrebbe ucciso Ba'al. Tuttavia, a Camulus fu dato uno ZPM scarico e del suo destino non si seppe più nulla, anche se presumibilmente fu ucciso da Ba'al.
Nella mitologia celtica, Camulus, variante di Camulo, era un dio della guerra.

### Cronus

Simbolo dei Jaffa di Cronus

Cronus è uno dei più influenti Signore del Sistema Goa'uld, che prende il nome dalla divinità greca Crono, uno dei dodici Titani (identificato con Saturno nella mitologia romana).
Un tempo aveva come primo Jaffa Ro'nak, il padre di Teal'c, che però uccise quando si rifiutò di combattere una battaglia invincibile; per vendicarlo Teal'c si promise di diventare primo Jaffa di Apophis, nemico giurato di Cronus.
Venne inviato dai Signori del Sistema sulla Terra, insieme a Yu e Nirrti, per trattare con gli Asgard l'entrata del pianeta nel Trattato dei pianeti protetti; qui Nirrti tenterà di ucciderlo facendo ricadere la colpa su Teal'c. Verrà ucciso da un clone androide di Teal'c mentre l'SG-1 guida una rivolta su un pianeta da lui governato, Juna.
È stato interpretato da Ron Halder.

### Hathor
Hathor è una regina Goa'uld.
In passato regina di Ra, madre di Heru-ur, venne imprigionata in un sarcofago in America meridionale; questo fu rinvenuto da alcuni archeologi, che inavvertitamente risvegliarono Hathor e grazie alla sua tecnologia riuscì a infiltrarsi nel comando Stargate. Grazie ai suoi feromoni particolarmente potenti riuscì ad assoggettare i maschi della base, ma fu fermata da Teal'c (immune in quanto Jaffa) e dalle donne; queste non riuscirono tuttavia a fermarla, permettendole di fuggire attraverso la stargate.
Nel corso dell'anno successivo iniziò a ricostruire il suo potere; dopo essere riuscita a catturare la squadra SG-1 (eccetto Teal'c), cercò di ingannarli (facendogli credere di essere settanta anni nel futuro) per farsi rivelare informazioni sulle forze dei signori del Sistema, degli Asgard e dei Tok'ra. Scelse Jack O'Neill come ospite di un simbionte Goa'uld; in seguito all'intervento delle forze terrestri, tuttavia, O'Neill fu liberato dal simbionte e Hathor fu uccisa, scaraventata in una cella criogenica senza protezioni.
È stato interpretato dall'attrice Suanne Braun; il nome è preso dalla divinità egizia Hathor.

### Heru'ur

Simbolo dei Jaffa di Her'ur

Heru'ur, conosciuto anche come Horus, è un potente Signore del Sistema Goa'uld, figlio di Ra e Hathor. Tra i Goa'uld Heru'ur è conosciuto come un grande guerriero, un conquistatore tanto intelligente nel comando quanto spietato sul campo di battaglia.
Heru'ur è a capo di una delle più grandi e famose flotte Goa'uld e i suoi Jaffa sono conosciuti come “guardie di Horus”; possiede uno scudo di difesa personale come quello di Apophis, capace di difenderlo da proiettili e armi a energia.
Una volta provò a conquistare Cimmeria, un pianeta protetto dagli Asgard, ma grazie all'intervento di Thor, perde le truppe di attacco e si salva all'ultimo momento attraverso lo stargate.
Heru'ur è acerrimo nemico di Apophis, che lo ritiene responsabile di avere rapito il figlio, un Harcesis avuto con la sua regina Amonet. Il Goa'uld ha effettivamente provato a rapire il bambino, ma senza successo.
Quando Heru'ur e Apophis decidono di negoziare un'alleanza, la SG-1 e i Tok'ra decidono di sabotare l'incontro per scatenare una guerra tra i due eserciti, con il risultato che Apophis distrugge immediatamente la nave madre di Heru'ur e si impossessa della sua flotta.
È stato interpretato da Douglas H. Arthurs.

### Imhotep

Simbolo dei Jaffa di Imothep

Imhotep è un Goa'uld minore, mai dotato di grande potere; dopo la morte di Apophis, Heru'ur e altri signori del Sistema, per tentare di salire al potere si finge il proprio primo Jaffa rinnegato, K'tano, tentando di porsi come comandante di una ribellione Jaffa; grazie alla sua retorica li convince ad attaccare gli altri Goa'uld come kamikaze, armati di bombe al naquadah. Dopo avere convinto anche Teal'c lo invia a uccidere Yu, il quale lo informa che K'tano collabora con i signori del Sistema; Teal'c lo sfida quindi a duello, uccidendolo dopo che K'tano si era rivelato per essere un Goa'uld.
È stato interpretato da Rick Worthy nell'unico episodio Il guerriero.
Prende il nome da Imhotep, visir e primo ministro del faraone Zoser, cui è attributita la costruzione della piramide a gradoni di Zoser.

### Moloc

Simbolo dei Jaffa di Moloc

Moloc è un Goa'uld Signore del sistema, interpretato da Royston Innes.
Trenta anni prima dell'incontro tra la Jaffa Ishta e l'SG-1 Moloc decretò che le ragazze Jaffa dovessero essere sacrificate nella Cerimonia del Fuoco, perché solo gli uomini potevano condurlo alla vittoria nella guerra contro gli altri Goa'uld. A causa di questa decisione, Ishta diede vita a un gruppo di Resistenza.
Venuto a sapere di un incontro segreto della Resistenza, Moloc attaccò e uccise tutti i ribelli tranne Teal'c, Istha e Aron, che furono catturati. Teal'c e Aron riuscirono a liberarsi e Teal'c liberò Ishta mentre Aron andò allo Stargate del pianeta, dove puntò un laser su Moloc in modo che il missile lanciato dalla Terra attraversasse lo Stargate e uccidesse Moloc stesso e i suoi uomini. Dopo la sua morte le sue forze furono assorbite da Ba'al.
Il nome Moloc deriva dalla divinità Moloch, il cui credo si ritrovava nel Vicino Oriente.

### Morrigan
Morrigan, interpretata da Bonnie Kilroe, è una regina Goa'uld. Con lente strategie Morrigan eliminò i suoi rivali e reclamò i loro territori. Tuttavia un attacco di Heru'ur la privò di molti dei suoi territori, pianeti che tornarono sotto il suo dominio alla morte di Heru'ur stesso. Durante il Summit dei Signori del sistema votò a favore del ritorno di Anubis come Signore del sistema, anche se in seguito si alleò con Lord Yu contro Anubis stesso. Morrigan infine si arrese a Ba'al piuttosto di essere distrutta dai suoi guerrieri Kull.
Morrigan prende il nome dalla divinità celtica di Mórrígan, dea della guerra, della sessualità e della violenza.

### Nerus
Nerus è un Goa'uld minore, inventore di diverse tecnologie Goa'uld e noto per la sua ingordigia.
Fu al servizio di Ba'al fino all'invasione degli Ori, al servizio dei quali si pose comprendendo la loro superiorità tecnologica. Per loro conto si offrì di aiutare i terrestri, facendoli cadere in una trappola che avrebbe dovuto portare alla creazione di un supergate. Imprigionato per questo sulla Terra, scambiò la sua libertà con alcune informazioni su un piano di Ba'al di ricostruire in parte il suo impero rubando alcuni stargate; i terrestri lo usarono tuttavia come cavallo di troia per inserire un virus nel computer dell'astronave di Ba'al, causando la morte dei suoi cloni e dello stesso Nerus.
È stato interpretato da Maury Chaykin.

### Nirrti

Simbolo dei Jaffa di Nirrti

Nirrti è una Goa'uld impegnata in esperimenti per creare un ospite geneticamente migliore degli umani, aumentando il suo potere.
Dopo avere tentato di distruggere il comando Stargate attraverso un dispositivo impiantato in una bambina (Cassandra) e avere tentato di uccidere Cronus incolpando Teal'c durante una missione diplomatica sulla Terra, fu imprigionata da Cronus. Dopo la morte di quest'ultimo, Nirrti si liberò, tentando di ottenere informazioni su Cassandra infiltrandosi nel comando Stargate grazie alla sua tecnologia d'invisibilità; qui barattò la vita della ragazza (che rischiava di morire a causa degli esperimenti su di lei condotti) con la libertà.
Nirrti riprese quindi gli esperimenti sulla popolazione di un altro pianeta, dotando i suoi abitanti di poteri paranormali ma senza riuscire a creare un ospite perfetto. L'SG-1 e la squadra SG russa assaltarono la base di Nirrti per ucciderla; Nirrti li catturò, ma fu in seguito uccisa da uno dei suoi esperimenti.
È stata interpretata da Jacqueline Samuda.

### Olokun
Olokun è un Goa'uld Signore del sistema, interpretato da Kwesi Ameyaw.
Olokun è uno dei Goa'uld presenti al summit dei Signori del sistema nel quale si discusse riguardo al nuovo misterioso nemico che poi si rivelò essere Anubis. Olokun stesso aveva perso una delle sue navi-madre quando i Jaffa all'interno di essa cambiarono sponda assoggettandosi ad Anubis. Rimase sorpreso quando all'incontro si aggiunse Osiris che rivelò la natura del nemico misterioso, ma votò comunque a favore del rientro di Anubis come Signore del sistema.
La maggior parte della flotta di Olokun fu distrutta nel 2004 da Anubis ma il Goa'uld sopravvisse, rimanendo però ucciso, proprio come Bastet, quando Ba'al prese possesso dei guerrieri Kull di Anubis.
Olokun è il nome di un eroe della mitologia yoruba. Diventato semidio e androgino, è il protettore degli schiavi africani portati nelle Americhe.

### Osiris
Osiris è un Goa'uld. Un tempo potente, fu imprigionato da Seth insieme alla sua regina Isis in una camera di stasi a forma di vaso. Il vaso, rinvenuto in Egitto, fu poi analizzato da alcuni archeologi statunitensi; una di essi, Sarah Gardner, ex collega di Daniel Jackson, lo aprì e divenne il nuovo ospite di Osiris, che riuscì poi a scappare in una nave-piramide nascosta nel deserto.
In seguito Osiris passò al servizio di Anubis, rappresentandolo al summit dei Signori del Sistema, e poi catturando l'Asgard Thor durante la ricerca di Heimdall. Due anni dopo Osiris tornerà sulla Terra per tentare di carpire informazioni da Daniel Jackson sulla città perduta degli Antichi attraverso i suoi sogni; scoperto, verrà catturato ed estratto dal corpo di Sarah Gardner.
Osiris è stato interpretato da Anna-Louise Plowman.

### Seth

Simbolo dei Jaffa di Seth

Seth è un antico e potente Goa'uld; dopo un fallito tentativo di sconfiggere Ra per la supremazia, i signori del sistema sterminarono i suoi Jaffa, che dopo millenni sono ancora oggetto di battute tra i Jaffa. Seth si nascose sulla Terra, creando delle sette pronte al suicidio, che lo veneravano come divinità; verso la fine del ventesimo secolo aveva fondato una di queste presso Seattle, dove la squadra SG-1 lo trova a partire dalle indicazioni di Selmak dei Tok'ra. Durante la fuga viene ucciso da Samantha Carter con un guanto Goa'uld.
È stato interpretato da Robert Duncan, ed è apparso nell'unico episodio Seth.
Prende il nome dal dio egizio Seth.

### Sokar

Simbolo dei Jaffa di Sokar

Sokar è un Goa'uld. A differenza di molti altri Goa'uld, non ha scelto di impersonare una divinità specifica, ma l'entità del demonio, prendendo in prestito molti elementi dalla mitologia egizia e babilonese, e in seguito anche dalle credenze della religione cristiana del Medioevo. Sokar è uno dei pochi a sfruttare ancora gli Unas come ospiti per i Goa'uld al suo servizio, per approfittare dell'aspetto abominevole e deforme di questi esseri.
Anticamente un signore del Sistema assai influente, viene sconfitto da una coalizione di Goa'uld rivali capeggiata da Ra, Apophis e Cronus, dai quali è ritenuto particolarmente violento e brutale anche secondo il consueto metro di giudizio dei Goa'uld; esiliato in una parte lontana della galassia, Sokar prende come base Delmak, la cui luna, Ne'tu, rende un ambiente pressoché inospitale, facendola sede di una prigione simile all'inferno, affidandola a Bynarr. Lo stesso Bynarr sarà in seguito sfregiato da Sokar dopo che lo stesso Bynarr si era lasciato sedurre dalla Tok'ra Jolinar e si era fatto rubare le chiavi che le avevano permesso di fuggire da Ne'tu.
Dopo essere quasi riuscito a catturare Apophis riesce a convincere gli umani a consegnarglielo; inoltre prepara un attacco simultaneo ai Goa'uld più potenti, per recuperare il suo antico potere. Per scongiurare questo attacco, che lo porrebbe in una posizione dominante, i Tok'ra riescono a fare esplodere Ne'tu, coinvolgendo nell'esplosione la nave di Sokar, e quest'ultimo rimane ucciso.
Alla morte di Sokar Apophis (che nel frattempo aveva sopraffatto Bynarr su Ne'tu e era riuscito a scappare da questa luna) assume il controllo della sua flotta e del suo esercito di Jaffa.
È stato interpretato da David Palffy.

### Tanith
Tanith è un Goa'uld minore.
Maturato nel corpo di Shan'auc, la ingannò facendole credere di avere ripudiato i suoi fratelli Goa'uld e di avere scelto di unirsi ai Tok'ra; una volta impiantato in un altro ospite iniziò a spiarli per conto di Apophis, non sapendo che i Tok'ra sapevano del suo tradimento e lo usavano per decidere quali informazioni arrivassero ad Apophis. Per odio uccise anche Shan'auc, guadagnandosi il desiderio di vendetta di Teal'c.
Prima di lasciare Vorash a causa dell'attacco di Apophis i Tok'ra decisero di espiantare Tanith dal suo ospite, lasciandolo morire sul pianeta; Tanith tuttavia riuscì a sfuggire, offrendo i suoi servigi ad Anubis, per conto del quale ricattò i Tollan per convincerli a offrirgli la loro tecnologia bellica.
Tanith fu ucciso da Teal'c mentre l'SG-1 spiava una base Goa'uld.
È stato interpretato da Peter Wingfield.

### Zipacna
Zipacna è un Goa'uld minore; Servile e astuto, tende a vendere i suoi servizi a qualsiasi Goa'uld.
Fu al servizio di Apophis e in seguito di suo figlio Klorel, che rappresentò durante il processo per il corpo di Skaara presso i tollan. In seguito ha servito Anubis, contattando Osiris perché facesse da ambasciatore presso i signori del sistema e conducendo l'attacco verso la base principale Tok'ra, con il duplice scopo di distruggerli e di impossessarsi della formula del veleno per simbionti, fallendo quest'ultima missione nonostante la decimazione dei Tok'ra.
Nella mitologia terrestre Zipacna era conosciuto come divinità Maya. Era il fratello di Kabrakan, un demone terribile; egli innalzava le montagne mentre suo fratello le distruggeva.
Zipakna e Kabrakan erano figli di Vucub Caquix, dio della Malvagità e della Distruzione; essi erano anche gli dei principali dei terremoti.

## Jaffa

### Gerak
Gerak, interpretato da Louis Gossett Jr., fu il Primo Jaffa del Goa'uld minore Montu e, con la creazione della Nazione Libera Jaffa, fu il primo leader dei Jaffa liberi. In seguito divenne un seguace dell'Origine e decise di diventare un Priore degli Ori.
Con la neo-formata Nazione Libera Jaffa, Gerak era favorevole a distribuire il potere in base alla forza militare e non attraverso una vera democrazia. Gerak era un esperto leader e comandante militare, a capo della più grande coalizione della Nazione Jaffa in tutta la Galassia. Come leader dei Jaffa fu invitato al Comando Stargate per aprire i comunicati tra le due culture e, in questa occasione, assistette al potere degli Ori, attraverso un Priore che il colonnello Mitchell aveva condotto sulla Terra il quale si diede alle fiamme con il solo pensiero.
Durante la guerra con gli Ori guidò personalmente in battaglia tre Ha'tak. Due di esse furono distrutte e la sua nave ammiraglia fu danneggiata, costringendolo a ritirarsi dagli scontri. Poco tempo dopo catturò Ba'al e lo uccise ma il Goa'uld era solo uno dei tanti cloni.
A Gerak gli Ori offrirono di seguire la via dell'Origine ed egli accettò. Durante una sessione dell'Alto Consiglio Jaffa, Gerak tentò di convincere il consiglio ad adottare la religione dell'Origine come religione nazionale e che venisse insegnata sin dall'infanzia a tutti i bambini. La fede di Gerak fu testata dagli Ori, i quali lo inviarono su Chulak con il compito di eliminare i Jaffa non credenti, inclusi Teal'c e Bra'tac. Gerak però non riuscì a uccidere i suoi compagni Jaffa e credette che con il tempo avrebbero accettato anche loro la via dell'Origine. Quando un Priore scoprì la sua titubanza mise in dubbio la sua fede negli Ori e, quando Gerak chiese di essere perdonato, il Priore inviò la sua mente su Celestis mentre il suo corpo rimase su Dakara. Sul pianeta degli Ori, di fronte alle Fiamme dell'Illuminazione, il Doci trasformò Gerak in un Priore. Nel frattempo Teal'c e Bra'tac organizzarono un esercito per combattere gli Ori, nella speranza di costringere Gerak a scegliere la vita di migliaia di Jaffa invece degli Ori.
Gerak portò una numerosa flotta di Ha'tak su Chulak, per scontrarsi con i ribelli. Teal'c tuttavia suggerì un meeting per trovare una soluzione, durante il quale cercò di convincere Gerak che gli Ori non sono meglio dei Goa'uld. Giunto sulla Terra, Gerak curò, con i suoi nuovi poteri da Priore, i Tau'ri dalla piaga che li affliggeva. Questa azione causò in Gerak una reazione interna dovuta agli Ori che provocarono un'autocombustione del Jaffa. Gerak era conscio di ciò ma nonostante tutto decise di aiutare il Comando Stargate, affermando che così sarebbe morto da uomo libero.

### Ishta
Ishta, interpretata da Jolene Blalock, è un'alta sacerdotessa Jaffa, al servizio del Goa'uld Moloc, finché non creò la Resistenza Hak'tyl (Liberazione, in lingua Goa'uld), un gruppo di donne Jaffa che sono solite liberare le ragazze Jaffa adolescenti da Moloc.
Trent'anni prima del suo contatto con i Tau'ri Moloc decise che solo ai Jaffa maschi era concesso di vivere mentre le ragazze venivano sacrificate nella Cerimonia del Fuoco, nella quale venivano bruciate vive. Come alta sacerdotessa, Ishta teneva conto di tutte le nascite e presiedeva a ogni cerimonia. Decise, dopo l'ordine di Moloc, che non sarebbe rimasta a guardare le sue sorelle mentre morivano inutilmente, dando vita così alla Resistenza Hak'tyl. Avendo accesso libero allo Stargate dei pianeti di Moloc, la Resistenza poté salvare molte ragazze conducendole su un altro pianeta, chiamato Hak'tyl. Per garantire la vita alle future donne Jaffa, furono costrette a rubare i simbionti ai guerrieri Jaffa caduti in battaglia. Le donne della Resistenza salvarono l'SG-1 da un'imboscata e firmarono con i Tau'ri un'alleanza, i quali avrebbero consegnato rifornimenti e Tretonin in cambio di aiuto militare contro i Goa'uld.
Tempo dopo Ishta, Aron e Teal'c furono catturati da Moloc durante un incontro per stabilire la strategia per sconfiggere il Goa'uld stesso. Riuscirono comunque a liberarsi ma Istha fu nuovamente catturata e torturata dal Primo Jaffa di Moloc. Teal'c riesce a liberare Istha mentre Aron riesce a puntare un laser su Moloc in modo che un missile teleguidato potesse colpirlo, uccidendolo assieme a molti dei suoi Jaffa.

### Rya'c
Rya'c, interpretato da Neil Denis, è il figlio di Teal'c. Dopo diverso tempo che non lo vedeva, Teal'c fermò una cerimonia che avrebbe dato a Rya'c un simbionte per curare la sua malattia.
Apophis, vecchio padrone di Teal'c, cattura Rya'c e gli fece il lavaggio del cervello per fargli accusare il padre di essere un traditore, ma Teal'c e l'SG-1 riuscirono a annullare sul ragazzo l'influenza del Goa'uld. In seguito Rya'c crebbe come un Jaffa, affidato alla tutela di Bra'tac. Mentre questi due reclutavano uomini per la ribellione dei Jaffa furono catturati e divennero prigionieri di guerra.
Nell'ultima apparizione Rya'c sposa Kar'yn, un'altra guerriera Jaffa, nonostante le iniziali obiezioni di Teal'c.

## Nox

### Anteaus
Anteaus, interpretato da Armin Shimerman, è il padre di Nafrayu e il marito di Lya.
Anteaus curò l'SG-1, tranne Teal'c, dopo uno scontro con Apophis, su Gaia. Quando la squadra cercò di catturare Apophis per la seconda volta Anteaus li fermò e permise ad Apophis di andarsene dal pianeta con lo Stargate. Una volta lasciata andare anche l'SG-1 affermò che il potere dell'invisibilità che Apophis cercava non era di una specie animale del pianeta ma della tecnologia stessa dei Nox, che loro stessi tengono segreti.

### Lya
Lya è una donna Nox, interpretata da Frida Betrani, madre di Nafrayu e moglie di Anteaus.
Al primo incontro con l'SG-1 la squadra fallì nel catturare Apophis e rimase uccisa sul pianeta Gaia, uccidendo però il Jaffa Shak'l, uomo di Apophis. Su Gaia però vivono i Nox che riescono in tempo a riportare in vita tutti. Mentre Lya si prendeva cura di Shak'l il Jaffa la uccise, ma gli altri Nox la riportarono in vita.
In seguito il dottor Jackson le chiese aiuto per trovare un rifugio per i Tollan, così i Nox condussero i Tollan su Tollana, il loro nuovo mondo.
Quando i Tollan organizzarono un processo per decidere chi avesse diritto al corpo di Skaara, se il Goa'uld Klorel o Skaara stesso, Lya venne scelta per essere il giudice neutrale e in seguito votò in favore di Skaara. Teal'c nel frattempo sospettò che i Goa'uld avrebbero attaccato Tollana, così chiese a Lya di nascondere, con i suoi poteri, un cannone ionico dei Tollan.

### Nafrayu
Nafrayu, interpretato da Addison Ridge, è un bambino Nox, figlio di Lya e Anteaus.
Nafrayu fu uno dei primi Nox a trovare interesse per l'SG-1, in particolare di Carter e O'Neill. Mentre vagava per conto suo su Gaia fu ucciso da Apophis, ma venne riportato in vita dai Nox stessi. Volle infine salutare l'SG-1 prima del loro rientro sulla Terra.

### Ohper
Ohper è un anziano Nox, interpretato da Ray Xifo.
Egli è uno dei quattro Nox incontrati dall'SG-1 su Gaia. Probabilmente, con i suoi 432 anni terrestri nel momento dell'incontro con la squadra, è uno dei Nox più anziani dell'epoca. Al contrario di Anteaus sembra più interessato a essere amico dei Tau'ri, credendo che vi sia più da imparare da loro.

## Replicatori

### Primo
Primo è il primo Replicatore di forma umana, incontrato su Halla. Viene interpretato da Ian Buchanan.
Quando i Replicatori trovarono Reese, scoprirono che essa aveva dei vantaggi, nella sua forma umana, rispetto alla forma aracnide o di scarafaggio. I Replicatori così usarono la tecnologia delle celle di Naniti per creare Primo, il loro leader. Le sue abilità permisero di disattivare il dispositivo di dilatazione temporale Asgard. Quando l'SG-1 giunse su Halla per riparare il dispositivo, su richiesta di Thor, la squadra fu accolta dai primi cinque Replicatori di forma umana. Quando l'SG-1, con l'aiuto di Quinto, riattivò il dispositivo, Primo affermò che essi avevano preso in giro uno dei suoi "figli".
Primo si presume sia stato distrutto quando Halla fu inghiottito da un buco nero creato dagli Asgard con il sole del sistema solare di Halla stesso.

### Secondo
Secondo è una dei Replicanti incontrati dall'SG-1 su Halla. Secondo viene interpretata da Kristina Copeland.
Dopo che gli Asgard riuscirono a intrappolate i Replicatori su Halla, con un campo di dilatazione temporale, i Replicatori riuscirono a trovare un modo per invertire l'effetto del campo. Nel frattempo studiarono la loro creatrice, Reese, e riuscirono a creare dei Replicatori di forma umana, tra cui Secondo. Quando l'SG-1 riprogrammò il dispositivo, Secondo fu intrappolata dentro il campo assieme agli altri Replicatori.
Secondo si presume sia stata distrutta quando Halla fu inghiottito da un buco nero creato dagli Asgard con il sole del sistema solare di Halla stesso.

### Terzo
Terzo è un dei Replicatori incontrati dall'SG-1 su Halla. Quarto viene interpretato da Tahmoh Penikett.
Dopo che gli Asgard riuscirono a intrappolate i Replicatori su Halla, con un campo di dilatazione temporale, i Replicatori riuscirono a trovare un modo per invertire l'effetto del campo. Nel frattempo studiarono la loro creatrice, Reese, e riuscirono a creare dei Replicatori di forma umana, tra cui Terzo. Quando l'SG-1 riprogrammò il dispositivo, Terzo fu intrappolato dentro il campo assieme agli altri Replicatori.
Terzo si presume sia stato distrutto quando Halla fu inghiottito da un buco nero creato dagli Asgard con il sole del sistema solare di Halla stesso.

### Quarto
Quarto è una dei Replicatori incontrati dall'SG-1 su Halla. Quarto viene interpretata da Rebecca Robbins.
Dopo che gli Asgard riuscirono a intrappolate i Replicatori su Halla, con un campo di dilatazione temporale, i Replicatori riuscirono a trovare un modo per invertire l'effetto del campo. Nel frattempo studiarono la loro creatrice, Reese, e riuscirono a creare dei Replicatori di forma umana, tra cui Quarto. Quando l'SG-1 riprogrammò il dispositivo, Quarto fu intrappolata dentro il campo assieme agli altri Replicatori.
Quarto si presume sia stata distrutta quando Halla fu inghiottito da un buco nero creato dagli Asgard con il sole del sistema solare di Halla stesso.

### Sesto
Sesto è una dei Replicanti incontrati dall'SG-1 su Halla. Sesto viene interpretata da Shannon Powell.
Dopo che gli Asgard riuscirono a intrappolate i Replicatori su Halla, con un campo di dilatazione temporale, i Replicatori riuscirono a trovare un modo per invertire l'effetto del campo. Nel frattempo studiarono la loro creatrice, Reese, e riuscirono a creare dei Replicatori di forma umana, tra cui Sesto. Quando l'SG-1 riprogrammò il dispositivo, Sesto fu intrappolata dentro il campo assieme agli altri Replicatori.
Sesto si presume sia stata distrutta quando Halla fu inghiottito da un buco nero creato dagli Asgard con il sole del sistema solare di Halla stesso.

### Ottavo
Ottavo è un Replicatore di forma umana ritrovato nell'orbita di Orilla dopo che gli Asgard avevano distrutto un vascello di Replicatori comandati da Quinto. Ottavo è interpretato da James Bamford.
Ottavo, che era stato gravemente danneggiato ed era non operativo, fu condotto a bordo di una nave Asgard da Thor, che tentò di accedere al flusso di dati che unisce tutti i Replicatori, nel tentativo di saperne di più riguardo ai Replicatori che si trovavano sulla superficie del pianeta. Tuttavia, questo permise a Quinto di rianimare Ottavo e di ordinargli di uccidere tutti a bordo della nave. Il Replicatore venne poi ucciso dal colonnello O'Neill, con il disgregatore di Replicatori.

### Replicatore Carter
Il Replicatore Carter, chiamato anche Replicatore Sam, è un Replicante di forma umana creato da Quinto, a immagine del maggiore Samantha Carter. Il Replicatore è interpretato da Amanda Tapping.
Poco dopo la sconfitta su Orilla il Replicatore Carter riuscì a convincere Quinto di esserle leale e di condividere il suo amore, ma in realtà semplicemente lo manipolò. Insieme idearono un piano per scoprire come rendersi immuni al disgregatore costruito da O'Neill con la conoscenza degli Antichi. Il piano consisteva nell'inviare il Replicatore Carter al Comando Stargate, affermando di avere tradito gli altri Replicatori e di volere aiutare i terrestri a distruggere tutti i Replicanti. Il falso Carter affermò inoltre che Quinto era riuscito a rendersi immune al disgregatore e riuscì così a studiare l'arma, con la scusa di potenziarla, ma invece scoprì un modo per rendere realmente immune la sua razza. In segreto Quinto stava tracciando la posizione di Carter e si stava avvicinando con una nave Replicante, fiducioso che la Replicatore gli avrebbe trasmesso il cifrario per rendere immuni tutti i Replicatori al disgregatore. Tuttavia il falso Carter tradì Quinto e distrusse la sua nave con un disgregatore-satellite, prima che i Replicatori potessero diventare immuni all'arma energetica. Carter divenne così il leader dei Replicatori e riuscì a fuggire attraverso lo Stargate del Sito alfa, il pianeta dove erano avvenuti gli studi con il vero maggiore Carter.
Diversi mesi dopo il Replicatore Carter guidò i Replicanti all'attacco della Via Lattea, conquistando diversi territori dei Goa'uld e uccidendone diversi, tra cui Lord Yu. Sapendo che l'unica minaccia proveniva dal subconscio del dottor Jackson, in cui potevano essere nascoste conoscenze in grado di distruggere i Replicatori, Carter rapì il dottore e, studiando la sua mente, venne a conoscenza della super arma di Dakara, che sarebbe stata in grado di distruggere i Replicatori in una sola volta in tutta la galassia. Il Replicatore Carter inviò così il suo esercito su Dakara dove attaccò i Jaffa e la flotta di Ba'al, giunta per sopprimere la ribellione dei Jaffa stessi. Nel frattempo Jackson iniziò un duello mentale con Carter e per un breve periodo riuscì a congelare i Replicatori in tutta la galassia, attraverso conoscenze degli Antichi che il Replicatore stesso gli aveva sbloccato esplorando la sua mente. Carter però riuscì a riprendere il controllo dei Replicatori e uccise Jackson, il quale riuscì ad ascendere nuovamente e, in seguito, a ritornare alla forma umana. In questo stesso frangente la vera Carter riuscì a riprogrammare l'arma e ad attivarla, distruggendo tutti i Replicatori in tutta la Via Lattea, attraverso gli Stargate.

## Tau'ri

### Chekov
Il colonnello Chekov è un ufficiale della Federazione russa, interpretato da Gary Chalik.
La prima visita di Chekov al Comando Stargate avvenne dopo una missione congiunta tra l'SG-1 e una squadra russa, finita disastrosamente. In questa occasione nacque la contrastante relazione tra lui e Jack O'Neill, che Chekov ritiene colpevole della morte dei suoi uomini.
Chekov ha però un buon rapporto con Daniel Jackson dopo che questi lo prega di aiutare l'SG-1 a salvare Teal'c. Chekov accettò di dare agli americani il DHD che però fu distrutto durante il trasferimento.
Chekov divenne un sostenitore degli accordi tra Russia e Stati Uniti, insistendo sulla piena apertura americana a tutte le tecnologie derivanti dal Programma Stargate. Convinse inoltre l'ambasciatore cinese a collaborare al Programma, usando come esempio i benefici che esso ha portato alla Russia, paragonato ai costi che gli Stati Uniti chiedono alle altre nazioni.
In seguito a un'infiltrazione dei Goa'uld nei governi americano e russo, Chekov aiutò O'Neill a scongiurare una guerra nucleare tra le due potenze, facilitando una diretta comunicazione tra O'Neill e il presidente russo.
Chekov in persona prese il comando della Korolev. Recuperò Jackson e Mitchell dal pianeta Camelot, dirigendosi poi verso il Supergate degli Ori. La Korolev giunse in tempo per la battaglia. Chekov aiutò Jackson a teletrasportare ordigni nucleari a bordo delle Navi madri Ori. Il colonnello infine rimane ucciso quando gli Ori stessi distruggono la Korolev.

### Ian Davidson
Il colonnello Ian Davidson è il comandante della nave terrestre Odyssey, dopo la morte del comandante precedente, Paul Emerson.
La sua prima missione consistette nell'investigare su una scorta di armi al Naquadah pronta per essere usata contro la Terra. Quando la presenza della Odyssey venne scoperta, Davidson ordinò che l'attacco, distruggendo così le armi nemiche. Una delle missioni successive fu di trasportare l'SG-1 a catturare Adria. Il piano però fallì perché Adria fu catturata dalle forze di Ba'al e Davidson fu costretto a portare la Odyssey all'inseguimento del Goa'uld. Dopo questa missione il colonnello Davidson sembra sia stato apparentemente riassegnato, infatti, nel viaggio verso Orilla, il comando dell'Odyssey è del generale Hank Landry e in seguito del tenente colonnello Cameron Mitchell.

### Paul Davis
Paul Davis è un maggiore dell'Aeronautica degli Stati Uniti, e serve da collegamento tra il comando Stargate e il Pentagono.
Ha assistito Daniel Jackson durante i negoziati con i russi per il loro DHD, e ha partecipato alla riunione in cui gli Stati Uniti e la Russia hanno rivelato l'esistenza dello stargate a britannici, cinesi e francesi, sostenendo il generale Hammond contro il senatore Kinsey. Ha anche partecipato all'esplorazione di un ha'tak di Anubis giunto in orbita terrestre.
È stato interpretato da Colin Cunningham.

### David Dixon
Il colonnello David "Dave" Dixon è un ufficiale dell'United States Air Force, interpretato da Adam Baldwin.
Mentre serviva come maggiore, Dixon fu assegnato temporaneamente all'SG-2 mentre Ferretti era in infermeria dopo la prima visita dei Tau'ri su Chulak. Divenne in seguito un membro della sicurezza del livello della base dov'è situato lo Stargate.
In seguito, Dixon accettò un posto permanente al Comando Stargate e divenne il comandante dell'SG-13. Durante una missione, il suo team trovò delle rovine degli Antichi. Mentre esploravano le rovine, finirono sotto attacco di un gruppo di ricognizione dei Jaffa. Poco dopo i Jaffa attaccarono il pianeta e l'aviere Simon Wells fu colpito. Dixon ordinò allora al dottor Cameron Balinsky di tornare allo Stargate per chiedere aiuto. Quando giunse l'SG-1, i Tau'ri riuscirono a sconfiggere i Jaffa e la dottoressa Fraiser poté stabilizzare Wells.

### Paul Emerson
Il colonnello Paul Emerson è un ufficiale dell'United States Air Force e il primo comandante della Odyssey.
La sua prima missione a bordo della Odyssey consistette nel salvare l'SG-1 e, in seguito, dovette guidare l'Odyssey nel difendersi dagli Ha'tak Goa'uld.
In seguito, Emerson guidò la Odyssey sul pianeta Camelot per recuperare l'SG-1 e condurla al Supergate. Una volta lì, Samantha Carter e Kvasir tentarono di ingaggiare gli Ori ma questi attaccarono prima. La Odyssey di Emerson fu una delle due navi della Via Lattea a sopravvivere alla disastrosa battaglia con gli Ori, riuscendo però a riportare l'SG-1 in salvo.
In seguito, Emerson guidò la Odyssey nella galassia di Pegaso, per neutralizzare un altro Supergate. Dopo avere consegnato dei rifornimenti ad Atlantide, la nave si diresse verso un buco nero che sarebbe stato usato per disattivare il Supergate. Per fare ciò Carter convinse Emerson che il rischio di avvicinarsi troppo al buco nero era un rischio necessario. Durante la procedura l'Odyssey fu attaccata da una nave Wraith ma quando quest'ultima fu a portata, Carter teletrasportò sulla nave un ordigno nucleare che distrusse la nave nemica.
Emerson venne ucciso quando uno dei membri dell'Alleanza Lucian, che abbordarono la Odyssey, gli sparò al cuore.

### Louis Ferretti
Louis Ferretti è un membro della prima squadra che ha attraversato lo stargate alla volta di Abydos, e in seguito il comandante della squadra SG-3.
Membro dell'Aeronautica degli Stati Uniti, viene scelto per attraversare lo stargate nella prima missione. Dopo la scoperta dell'impossibilità di tornare sulla Terra è pessimista, scagliando anche i quaderni di Daniel Jackson nel deserto.
Tornato su Abydos dopo la prima venuta di Apophis sulla Terra, viene ferito durante l'attacco dei Jaffa sul pianeta, venendo salvato da Freeman. Dopo la morte di Kawalsky, gli viene assegnato il comando dell'unità SG-2.
Nel film è interpretato da French Stewart, e da Brent Stait in Stargate SG-1.

### Sarah Gardner
La dottoressa Sarah Gardner è un'archeologa britannica che viene presa come ospite dal Goa'uld Osiris. La dottoressa, interpretata da Anna-Louise Plowman, fu collega del dottor Jackson prima che quest'ultimo entrasse nel Programma Stargate, e con lui ebbe una relazione che ruppe quando Jackson si dimenticò del loro anniversario.
Quando, nel 2000, la dottoressa cominciò a studiare dei reperti egiziani, aprì il vaso di stasi che conteneva Osiris. Aprendolo il Goa'uld si risvegliò e si impossessò della dottoressa, fuggendo poi con la sua astronave. Anni dopo, nel 2004, Osiris torna sulla Terra, dopo essere venuta a conoscenza del fatto che Jackson era tornato dallo stato di essere asceso, per farsi dire dove si trovasse la Città Perduta degli Antichi. Tuttavia il Goa'uld viene catturato e, con l'aiuto dei Tok'ra, la dottoressa Gardner viene liberata da Osiris.

### Walter Harriman
Walter Harriman è un Sergente della U.S. Air Force di stanza al Comando Stargate; il suo compito è assistere a tutte le procedure di attivazione dello Stargate per digitare la sequenza di simboli e coordinare tutte le sue attività.
Nonostante il personaggio di Walter Harriman, interpretato da Gary Jones, non abbia rilevanza per lo sviluppo della trama della serie, è apparso in tutte le stagioni di Stargate SG-1 e nei due Direct-to-DVD: Stargate: L'arca della verità e Stargate: Continuum ed è famoso tra i fan con il nome di Chevron Guy.

### Carolyn Lam
Carolyn Lam è il capo dell'équipe medica del Comando Stargate dal 2005. È figlia del generale Landry, con cui non ha avuto un buon rapporto dalla separazione dei genitori. Landry deciderà però di riallacciare i rapporti con la ex moglie, riparando anche quelli con la figlia.
È stata interpretata da Lexa Doig.

### Catherine Langford
Cathrine Langford (nel telefilm interpretata da Elizabeth Hoffman, donna anziana nella prima stagione, Nancy McClure, donna giovane sempre nella prima stagione, e da Glynis Davies, donna di mezza età nella seconda stagione) è la figlia del Professor Langford, l'archeologo che rinvenne lo Stargate. Essa consegna a Daniel Jackson un amuleto, l'Occhio di Ra, come porta fortuna; amuleto che li verrà teoricamente restituito da Jack O'Neill, al termine del viaggio su Abydos.
Cathrine subito dopo la seconda guerra mondiale lavorò allo Stargate con il suo fidanzato, lo scienziato Ernest Littleford (interpretato da Keene Curtis e Paul McGillion), il primo uomo moderno ad avere attraversato lo Stargate. I due fidanzati però furono separati da un incidente nel 1945, riunendosi poi grazie a una missione dell'SG-1, nel 1997.
Cathrine Langford comparve ancora in universi ed epoche alternativi e la sua morte fu annunciata tempo dopo, dopo che essa lasciò la sua collezione personale di documenti e manufatti, incluso il medaglione di Ra, a Jackson.

### Bill Lee
Il dottor Bill Lee è uno scienziato e ingegnere civile che lavorò al Comando Stargate spesso su tecnologie aliene.
Il dottor Lee appare la prima volta in Prodigio ma solo in Evoluzione ha una parte come protagonista quando lui e Daniel Jackson, durante una missione in Honduras per localizzare un dispositivo degli Antichi, vengono rapiti e torturati da terroristi locali. In Eroi Lee è l'ideatore di un giubbotto anti-proiettili in grado di fermare anche i colpi della armi dei Jaffa. Il dottor Lee viene in aiuto anche della spedizione su Atlantide. Lee, in La debolezza del male, trova infatti un modo per avvertire Atlantide del pericolo e contribuisce alla realizzazione di un "ponte di Stargate" tra le due galassie, in Alla deriva.

### William Ronson
William Ronson è un colonnello della United States Air Force e comandante della Prometeo durante il periodo in cui la nave fu operativa.
Durante una missione il motore hyperdrive della Prometeo venne danneggiato, impedendo al vascello di condurre l'SG-1 in missione o di rientrare sulla Terra, obbligando Ronson, anche se con riluttanza, a fare atterrare la nave su Tagrea, sotto suggerimento di Jonas Quinn. L'anno seguente, mentre la Prometeo tornava verso la Terra, dopo una missione, Ronson accetta di ispezionare una misteriosa nube di gas, su richiesta di Samantha Carter. Durante l'ispezione, la Prometeo viene attaccata da una nave aliena e Ronson, con il resto dell'equipaggio, svanisce. L'unica a rimanere sulla Prometeo è Carter che offre il suo aiuto agli alieni in cambio della libertà dell'equipaggio della nave. Una volta che gli alieni furono liberi dalla nube di gas, Ronson e i suoi uomini tornarono a bordo della Prometeo.

### Siler
Siler è un sergente del comando Stargate, uno dei più importanti tecnici della base.
Interpretato da Dan Shea, appare frequentemente nel corso dell'intera serie, dall'episodio della prima stagione Solitudini a quello della decima Legami di famiglia, nonché in due puntate di Stargate Atlantis, sebbene sempre in ruoli minori.

## Tok'ra

### Aldwin
In Dominazioni, Aldwin aiuta l'SG-1 a salvare Jacob Carter da Sokar, distruggendo un pianeta e gli Ha'tak stanziati attorno a essi. Attraverso un dispositivo creato dai Tok'ra, aiuterà l'SG-1 a identificare l'Harcesis.
Molti anni dopo, mentre mostra all'SG-17 una base Tok'ra, il pianeta viene attaccato dai Jaffa di Zipacna e Aldwin muore nella battaglia.
Aldwin è interpretato da William deVry.

### Anise
Anise è una scienziata che porta all'SGC dei dispositivi che potenziano le capacità fisiche di chi li indossa e chiede ai Tau'ri di testarli. Se l'esperimento avesse successo Anise chiede ai terrestri di distruggere il nuovo prototipo di nave madre di Apophis.
Anise è presente quando un Jaffa convince i Tok'ra di avere convinto il suo Goa'uld ad abbracciare la loro causa, ma sarà Teal'c a svelare la vera natura malvagia del Goa'uld.
Utilizzando un identificatore di Za'tarc, rivela dei falsi positivi (spie Goa'uld inconsce di esserlo) in Jack O'Neill e Samantha Carter. In realtà essi non volevano dire la verità per non dovere svelare i loro sentimenti reciproci.
Freya (l'ospite di Anise) è attratta da O'Neill, mentre Anise da Daniel Jackson.
Anise (o Freya) è interpretata da Vanessa Angel.

### Jolinar
Jolinar di Malkshur è un membro influente della resistenza Tok'ra.
Catturata da Sokar, fu imprigionata nella prigione su Ne'tu, simile all'inferno, e lì torturata. Riuscì a scappare seducendo Bynarr, sottoposto di Sokar, e rubandogli le chiavi degli anelli trasportatori dei prigionieri mentre dormiva. Questi eventi la segnarono a tal punto che non rivelò mai a Martouf quanto accaduto.

### Martouf
Martouf, interpretato da JR Bourne, è un leader tra le file dei Tok'ra. Martouf è stato compagno di Rosha, ospitato da Jolinar, per quasi un secolo. Venne catturato dai Goa'uld, i quali lo hanno sottoposto a un lavaggio del cervello, facendolo diventare uno za'tarc, con l'incarico di uccidere i partecipanti a una riunione tra vertici terrestri e Tok'ra. Fu ucciso dagli uomini del Comando Stargate poco prima che riuscisse a portare a termine questa missione.

### Selmak
Selmak è uno dei capi del movimento Tok'ra, un Goa'uld molto anziano e rispettato tra la sua gente, nonché un astuto guerriero e un lesto infiltratore.
Come è tipico per tutti i Tok'ra Selmak cambia ospite ogni duecento anni, e rifiuta di usare il Sarcofago, in quanto esso è la principale causa della rovina mentale e spirituale di tutti i Goa'uld malvagi che dominano la galassia.
È stato unito a lungo con l'ospite Saroosh ed è costretto a lasciarla dopo i due secoli di simbiosi in quanto la donna è divenuta talmente anziana e malata da non poterla più guarire, nemmeno con i poteri guaritori di Goa'uld di cui il Tok'ra dispone.
Sceglie di unirsi a Jacob Carter per salvare entrambe le loro vite, in quanto anche il generale umano è destinato a morire, per tumore, malattia che Selmak stesso, in quanto Goa'uld, può guarire.
Proprio come Saroosh gli ha rivelato Jacob Carter scopre che Selmak è un'ottima compagnia, e che ha un gran senso dell'umorismo.
Oltre a essere uno dei più anziani e saggi membri dei Tok'ra Selmak è estremamente leale alla loro causa: la totale distruzione dei Goa'uld.
Egli ha un'influenza positiva sul pessimo carattere di Jacob Carter, e allo stesso tempo prova rabbia circa i pessimi rapporti con il figlio Mark, e lo costringe a tornare sulla Terra per sistemare una questione personale tra padre e figlio.
Selmak ha salvato la squadra SG-1 in innumerevoli occasioni e con le sue conoscenze continua a essere di enorme aiuto alla resistenza Tok'ra.

## Altri

### Alar
Alar è il leader degli Eurondiani. Quando egli era ancora un ragazzo, suo padre tentò di sterminare l'altra fazione vivente sul loro pianeta e Alar promise di rispettare il suo desiderio. Tuttavia, l'altra fazione sopravvisse e Alar chiese aiuto alla Terra per scambiare tecnologie militari in cambio dell'aiuto dei Tau'ri. Venuto a conoscenza delle idee razziste degli Eurondiani l'SG-1 aiutò però l'altra fazione, permettendo loro di distruggere Alar e i suoi compagni. Quando l'SG-1 tornò sulla Terra, Alar, nel bel mezzo della distruzione del suo popolo, chiese di potere andare con loro, ma O'Neill rigettò la richiesta, e sulla Terra ordinò di chiudere l'iride; si intuisce che Alar stava seguendo l'SG-1, e di conseguenza che è morto impattando sull'iride.
Alar è interpretato da René Auberjonois.

### Cassandra
Cassandra è una ragazza umana, unica sopravvissuta di un pianeta precedentemente governato da Nirrti, Hanka. La stessa Nirrti le aveva impiantato un dispositivo in grado di fare esplodere lo stargate della Terra, uccidendola nel contempo; salvata dal maggiore Carter, divenne la figlia adottiva della dottoressa Fraiser.
In seguito, a causa degli stessi esperimenti che Nirrti aveva tentato in precedenza su di lei, sviluppò delle facoltà telecinetiche che rischiarono di ucciderla; solamente un ulteriore intervento di Nirrti poté salvarla dalla morte.
È interpretata da Katie Stuart (in Il cavallo di Troia, Il sicario), Pamela Perry (Viaggio nel tempo) e Colleen Rennison (Fuoco della mente).

### Chaka
Chaka è un giovane Unas del pianeta P3X-888 che nell'episodio I primi cattura Daniel Jackson per dimostrare la sua maturità alla sua tribù. Nello stesso episodio i due imparano a comunicare tra di loro e stringono amicizia, e successivamente Chaka uccide il maschio dominante della sua tribù e ne diviene il capo.
Nell'episodio Bestia da soma Chaka viene catturato da schiavizzatori di Unas. Dopo che l'SG-1 avrà liberato Chaka dai venditori di schiavi l'Unas lotterà per liberare anche gli altri suoi conspecifici.
Si ha l'ultima apparizione di Chaka nell'episodio La miniera nemica, quando prende parte a una negoziazione tra gli Unas e il Comando Stargate, il quale aveva cominciato a operare su una miniera di naquadah situata su un terreno sacro per gli Unas.
Chaka è interpretato da Dion Johnstone e Patrick Currie.

### Dreylock
Dreylock, interpretata da Gillian Barber, fu un'ambasciatrice di Kelowna e, in seguito, Primo Ministro di Kelowna, dopo l'attacco a Langara di Anubis.
Dreylock fu membra di una missione diplomatica Kelowniana sulla Terra, per ottenere tecnologie militari in cambio di Naquadria. Tuttavia, non ebbe successo perché i terrestri si rifiutarono di fornire armi per un genocidio.
Quando Anubis scoprì Langara e le sue risorse naturali di Naquadria, Dreylock lavorò con l'SG-1 per trovare dei cristalli di controllo prima che vi riuscissero i Jaffa di Anubis. L'ambasciatrice fallì nel suo intento ma Ba'al nel frattempo distrusse la nave madre di Anubis, fermando l'invasione. In seguito, Dreylock fu nominata Primo Ministro di Kelowna.
Quando gli abitanti di Langara rischiarono di essere uccisi a causa di una vena di Naquadria in superficie che emanava esalazioni pericolose, Dreylock chiese aiuto alla Terra per trovare un nuovo luogo per i Langariani. Dopo che la delegazione venne a sapere che le manovre di escavazione ebbero successo, Dreylock tornò sul suo mondo.

### Elrad
Elrad, interpretato da Fred Applegate è il capo degli K'Tau del pianeta K'tau. L'SG-1 cercò di convincerlo a evacuare il pianeta dopo avere accidentalmente introdotto un elemento pesante all'interno del suo sole, cambiando l'emissione di quest'ultimo in maniera letale. Elrad però rifiutò credendo che il cambio di emissione del suo sole fosse dovuto alla volontà dell'Asgard Freyr, che lui e il suo popolo veneravano, credendolo un dio benevolo. Fortunatamente il danno al sole degli K'Tau venne in seguito riparato, anche se non si sa se grazie all'SG-1 o agli Asgard stessi.

### Harlan
Harlan è un Androide del pianeta Altair. È interpretato da Jay Brazeau.

### Jacek Mal Doran
Jacek Mal Doran è il padre di Vala Mal Doran.

### Kaiael
Kaiael, o Tyler, interpretato da Dion Johnstone, fu creduto un membro dell'SG-1 come suo quinto uomo ma, in realtà, è un individuo della razza Re'ol.
Il tenente Tyler è l'identità presa da un Re'ol, attraverso una dettagliata allucinazione chimica. L'SG-1 incontrò Kaiael su P7S-441 sotto le sembianze di Tyler; una volta rivelata la sua vera identità, dopo un attaccò dei Goa'uld, l'SG-1 lo aiutò a fuggire attraverso lo Stargate con la speranza di un nuovo contatto in futuro, anche se ciò non è chiaro se sia accaduto.

### Kendra
Kendra è un ex-ospite Goa'uld, interpretata da Galyn Görg.
Nata e cresciuta in un tempio, venne presa dal Goa'uld Marduk per diventare l'ospite di un suo subalterno. La sua vita nel monastero le diede la conoscenza per influenzare il simbionte e convincerlo ad andare su Cimmeria. Sul pianeta fu catturata dal labirinto del Martello di Thor, che uccise il Goa'uld. Come ringraziamento verso Thor, per avere posizionato il Martello proprio su quel pianeta, decise di rimanervi, e incominciò a guarire la popolazione locale con un dispositivo di guarigione dei Goa'uld. Quando l'SG-1 giunse sul pianeta, Teal'c fu catturato dal Martello e trasportato nel suo labirinto sotterraneo assieme al colonnello O'Neill che tentò di salvarlo. Kendra venne così contattata da Daniel Jackson e dal capitano Carter per salvarli e, anche se con riluttanza, li aiutò a ritrovare i due compagni dispersi.
In seguito, quando Heru'ur giunse su Cimmeria, conquistando il pianeta rimasto indifeso dopo l'arrivo dell'SG-1, Kendra comprese subito la minaccia e cercò di avvertire la Terra dell'attacco sul suo pianeta ma venne uccisa da uno dei Jaffa di Heru'ur.

### Linea
Linea, conosciuta come la distruttrice dei mondi e in seguito con il nome di Ke'ra è un genio della scienza priva di etica, mentalmente instabile e megalomane colpevole di uno sterminio di massa. Grazie alla sua estrema intelligenza, sviluppò un agente patogeno che uccise la maggior parte della sua gente e per questo motivo fu imprigionata nel pianeta Hadante, dove persino gli altri criminali imprigionati lì la temevano. Su Hadante vi rimase finché i membri dell'SG-1 non vi finirono, accusati ingiustamente. Un anno dopo incontrò nuovamente la squadra sul pianeta Vyus, con il nome di Ke'ra e con le sembianze di una donna molto più giovane. Sul pianeta aveva sviluppato un altro agente patogeno in grado però di ringiovanire le persone; infine decise di usare questo agente per dimenticare il suo passato e ricominciare una nuova vita.
Linea fu interpretata da Bonnie Bartlett (donna anziana) e Megan Leitch (donna giovane).

### Lotan
Lotan, interpretato da Brian Markinson, è un emissario dei Gadmeer, creato nell'aspetto degli Enkariani, per negoziare una nuova locazione dell'insediamento Enkariano. Lotan non vuole distruggere gli Enkariani ma informò l'SG-1 che il processo di terraformazione, una volta cominciato deve essere portato a termine. In questo modo i Gadmeer potranno ricostruire il loro mondo distrutto dai Goa'uld. Quando Jackson convinse Lotan che i Gadmeer non avrebbero accettato di ricostruire il loro mondo a spese di un'altra civiltà, così l'emissario fermò il processo in attesa di trovare una soluzione al problema. Esplorando l'enciclopedia planetaria dei Gadmeer, Lotan e Jackson trovarono il pianeta natale degli Enkariani, privo di Stargate e quindi raggiungibile solo dallo spazio. Lotan infine accettò di trasportare gli Enkariani sul loro pianeta, dove decise di restare a vivere con loro, avendo terminato il suo compito a bordo del vascello Gadmeer che tornò indietro per portare a termine il suo lavoro.

### Ma'chello
Ma'chello è uno scienziato e ex-guerrigliero (umano) che compare nell'episodio Inversione di corpi. È interpretato da Michael Shanks.
Ancor prima della nascita di Teal'c, era già in fuga dai Goa'uld, che volevano renderlo uno di loro. Egli infatti, sulla base delle conoscenze della sua civiltà, tecnologicamente avanzata, aveva sviluppato delle tecnologie in grado di sconfiggere i Goa'uld, e li stava combattendo con esse con straordinaria efficacia, ragion per cui i Goa'uld volevano impadronirsi delle sue conoscenze. Essi riuscirono a catturarlo, ma durante la cerimonia dell'impianto del simbionte, Ma'chello uccise diversi Jaffa e riuscì a fuggire.
È molto più vecchio di Teal'c ma è riuscito a vivere tanto a lungo grazie alle sue tecnologie avanzate.
Ma'chello afferma di avere combattuto i Goa'uld per cinquant'anni e che sua moglie è stata trasformata in uno di loro. Inoltre, ben due miliardi di abitanti del suo pianeta si sono sacrificati piuttosto che consegnarlo ai Goa'uld.
Nell'episodio Inversione di corpi Ma'chello, ormai in età estremamente avanzata, scambia il suo corpo con quello di Daniel Jackson sovrascrivendo la struttura cerebrale di quest'ultimo con la sua grazie a un'altra delle sue tecnologie; afferma di farlo perché convinto di meritarselo. Alla fine, ascoltando Daniel, acconsentirà a tornare nel suo corpo per poi morire subito dopo.
Nell'episodio L'eredità Daniel Jackson viene "infettato" per caso da una delle tecnologie anti-Goa'uld di Ma'chello, la quale lo porta a una forma di schizofrenia. La tecnologia consisteva in esseri simili a piccole larve di colore blu racchiusi in dispositivi di pietra nera somiglianti a quelli che i Goa'uld usano per consultare i loro appunti elettronici; le larve entrano nel corpo dell'ospite, e se quest'ultimo è un Goa'uld, rimuovono il simbionte.

### Malchus
Malchus, interpretato da John Prosky, un membro del popolo K'Tau, di cui è il leader spirituale. Sotto la sua guida, un gruppo di radicali si suicidarono distruggendo il razzo costruito dall'SG-1 per salvare il loro pianeta modificando le radiazioni del loro sole. Malchus e i suoi compagni credevano infatti che la loro interferenza andasse contro il volere dei loro dèi, gli Asgard.

### Marell
Marell, interpretato da Warren Kimmel, è uno scienziato Galarano, ex-marito di Reya Varrick. Quando l'SG-1 giunge su Galar, Marell uccide Reya e impianta la sua memoria dell'omicidio nella mente del colonnello Mitchell, cancellandola dalla sua, attraverso il dispositivo di memoria Galarano. A causa di questo stesso fatto, non ricordando nulla dell'omicidio, rimase stupito quando vide nel monitor del dispositivo, la sua faccia riflessa in uno schermo nei ricordi di Mitchell, che in realtà erano i suoi. In seguito a ciò, fu deciso di togliere ogni ricordo di questo fatto a Marell, che era stato scioccato scoprendo la verità, e gli fu detto che Reya era morta in un incidente.

### Martin Lloyd
Martin Lloyd, interpretato da Willie Garson, è un umano nato su un altro pianeta che disertò dal suo esercito insieme ad altri compagni, durante una guerra contro i Goa'uld. Quando scoprì che il suo mondo era stato devastato, decise di rimanere sulla Terra, vivendo negli Stati Uniti.

### Moughal
Moughal è uno Shavadai, un popolo di origine mongola, interpretato da Soon-Tek Oh. Egli è considerato un rivoluzionario in quanto affermò che il commercio avrebbe rimpiazzato la guerra tra clan ma è considerato "pazzo" perché ama sua moglie e quindi, al contrario di altri, ha sposato una sola donna. Grazie al capitano Carter, decise di liberare tutte le donne dalle leggi ancestrali che le definivano come proprietà e merci di scambio.

### Nem
Nem è un Oannes di più di 4000 anni, che nell'episodio Morte apparente cattura Daniel Jackson per fargli dire, grazie alle sue tecnologie di manipolazione della memoria, cosa era successo alla sua compagna Omoroca, partita in missione sulla Terra per combattere i Goa'uld all'epoca degli antichi babilonesi. È interpretato da Gerard Plunkett.

### Reese
Reese è un androide femmina, creata da umani di un popolo sconosciuto, la quale diede vita, per gioco, ai Replicatori. Reese è interpretata da Danielle Nicolet.
Reese è costituita da milioni di Naniti, ideati e programmati per lavorare assieme come un meccanismo unico. Una volta condotta sulla Terra, Reese creò dei Replicatori per gioco ma ben presto ne perse il controllo. In poco tempo si sentì minacciata dai terrestri e tentò di fuggire con i suoi Replicatori, a cui aveva insegnato a replicarsi autonomamente, ma O'Neill le sparò, uccidendo lei e in automatico anche i Replicanti da lei creati.
In seguito il suo corpo fu consegnato agli Asgard perché potessero studiarla, in modo da trovare un modo per combattere i Replicatori. Il suo corpo finì poi ai Replicanti che riuscirono, da lei, a generare Replicatori di forme umana.
Dopo la scoperta degli Asurani, nella galassia di Pegaso, del tutto simili ai Replicatori di forma umana, si ipotizzò che le due tecnologie fossero in relazione tra loro. Si ipotizzò che lo scienziato creatore di Reese, che essa definisce "padre", fosse uno dei Lantiani che tornarono nella Via Lattea circa 10.000 anni fa.

### Reya Varrick
Reya Varrick è una scienziata Galarana, interpretata da Anna Galvin.
Reya è una scienziata del governo Galarano ed è a capo del progetto che diede vita al dispositivo di memoria Galarano. Due anni prima del suo incontro con l'SG-1 si separò dal marito, il dottor Marell, e quando conobbe il colonnello Mitchell i due divennero molto amici. Durante la missione dell'SG-1, nel 2006, Reya venne uccisa e tutte le prove puntarono contro Mitchell stesso, ma la realtà fu scoperta esaminando i ricordi del colonnello con il dispositivo di memoria. A causa della breve relazione tra Reya e Mitchell, Marell aveva ucciso l'ex-moglie ed era riuscito a trasferire i suoi ricordi nella mente di Mitchell. Il colonnello venne scagionato e, per pietà, fu fatto credere a Marell che Reya era morta in un incidente.

### Roham
Roham, interpretato da Matthew Walker, è un leader tribale dei Madroniani.
Nonostante sia cieco affermò che altri uomini, vestiti come l'SG-1, erano giunti su Madrona e avevano rubato la pietra di paragone, dispositivo creato dai Furling. L'SG-1 si dichiarò innocente e riuscirono ad avere il permesso di tornare sulla Terra per risolvere la questione. Ben presto scoprirono che il dispositivo era stato rubato dall'NID e riuscirono a recuperarlo, riportandolo su Madrona e stabilizzando nuovamente l'atmosfera del pianeta.

### Shifu
Figlio di Sha're posseduta dal Goa'uld Amonet e di Apophis, è il primo e unico "harcesis" naturale visto in Stargate SG-1 (in Fuga di notizie, Istinto materno e Potere assoluto). Viene allevato da Oma Desala, che nasconde alla sua mente le conoscenze genetiche dei suoi due genitori Goa'uld. È interpretato da Lane Gates (in Potere assoluto) e da altri due bambini il cui nome non compare nei titoli.

### Togar
Scienziato di P4X-884, ha creato Urgo. È interpretato da Dom DeLuise.

### Tomin
Tomin è un umano al servizio degli Ori e marito di Vala Mal Doran. Non potendo avere figli vede come una benedizione la gravidanza di Vala ma non accetta che la moglie tradisca il suo credo. Nonostante l'amore profondo per la moglie è deciso nel seguire la sua fede e gli ordini degli Ori che gli affidano l'intera loro armata, con cui dovrà combattere contro tutti i nemici degli Ori. Compare nelle stagioni 9ª e 10ª ed è interpretato da Tim Guinee.

### Urgo
Intelligenza artificiale creata da Togar. È interpretato da Dom DeLuise.

### Velis
Velis, interpretato da Joel Swetow, fu Primo Ministro di Kelowna, fino alla morte avvenuta nel 2003.
Come leader del suo popolo approvò lo sviluppo di una bomba al Naquadria, usata poi per attaccare i nemici di Kelowna. Quando Kelowna venne a sapere di un'alleanza tra i suoi avversari, Velis inviò una delegazione sulla Terra, tra cui vi era l'ambasciatore Dreylock, con lo scopo di ottenere rinforzi militari in cambio di Naquadria. Una volta che l'SG-1 giunse su Langara, Velis diede il bentornato a Jonas Quinn anche se era considerato un traditore. A Jonas offrì di tornare al suo vecchio lavoro sul suo pianeta natale ma solamente per avere il suo appoggio con i Tau'ri.
Quando Anubis scoprì le risorse di Langara e attaccò il pianeta i suoi Jaffa uccisero Velis che fu succeduto da Dreylock, una volta sconfitto Anubis.